# Puente Real (Badajoz)
El puente Real es un puente atirantado que cruza el río Guadiana a su paso por Badajoz (Extremadura, España), el cuarto puente que se construyó en la ciudad en la prolongación con la avenida Sinforiano Madroñero, localizado aguas abajo de los puentes ya existentes (de la Autonomía, de Palmas y de la Universidad y que ha pasado a ser un símbolo del moderno Badajoz.

## Descripción
Fue inaugurado en diciembre de 1994, tras dos años de obras y desde que sus majestades los reyes de España pusieran la primera piedra de la obra en septiembre de 1992.
Fue promovido por la Junta de Extremadura. El proyecto fue ganado por los hermanos Francisco y Ramón Sánchez de León. Fue encargado a la constructora FCC por un presupuesto de 2353 millones de pesetas y con un plazo de ejecución de 27 meses (desde septiembre de 1992 a diciembre de 1994).
Los materiales usados en la construcción fueron hormigón, acero y el equipo de iluminación que actualmente tiene el puente (lo mantiene después de la remodelación de la iluminación de 2012). 
Tiene un peso de 320 toneladas y cuenta con un vano de 452 metros. Es el más ancho de los cuatro, con 23 m, lo que no sólo permite cuatro carriles y las correspondientes aceras, sino también carriles especiales para bicicletas.
El componente más destacado es el elevado pilono central, en forma de "A", con más de 80 m de altura, divisable desde varios puntos de la ciudad.
El atirantado parte desde el vértice superior del pilono y sustenta el tablero del puente mediante 28 tirantes de acero revestidos de polietileno en disposición de abanico, cuya figura (si se contempla desde la lejanía) semeja una arpa gigantesca. Una adecuada iluminación produce una espectacular visión nocturna doblando su imagen en las tranquilas aguas del río.
Como el rey Juan Carlos I puso la primera piedra en su visita a la ciudad, proporcionó el nombre de Puente Real con el que se bautizó. Se inauguró el 23 de diciembre de 1994 por el presidente de la Junta de Extremadura, Juan Carlos Rodríguez Ibarra, junto al alcalde de Badajoz, Gabriel Montesinos. El puente se gestionó y comenzó a construirse bajo el mandato del alcalde Manuel Rojas.

## Alumbrado
El puente ha tenido desde sus inicios el mismo alumbrado, hasta principios de 2012, donde el Ayuntamiento de Badajoz ha invertido la suma de 58.823€. El alumbrado consiste en líneas de led en los tirantes del puente, con 2 controladores de alumbrado y la sustitución de todas las luminarias. El Puente de Palmas también cuenta con una instalación led.

## Incidentes
El puente ha funcionado con normalidad hasta la fecha, sin grandes daños. A continuación se muestra una lista de incidentes a lo largo de su historia:
- 13-12-2012. El puente permaneció cortado durante toda la noche. El problema estaba en uno de los tirantes del puente que estaba "chocando contra la carcasa que lo protege". Los técnicos de la Junta han determinado que los cables de acero que suben desde el tablero hasta la zona más alta están bien y que era solo un problema del embellecedor.

## Nuevos puentes en la ciudad
El Plan General Municipal prevé la construcción de dos nuevos puentes: junto al campus de la Universidad y otro que desembocará al lado de la antigua fábrica "Hering"", donde actualmente se sitúa "El Faro" (centro comercial).